# Mecíon
Mecíon (en grec antic Μητίων), va ser, segons la mitologia grega, un heroi grec. Habitualment se'l considera fill d'Erecteu i de Praxítea, filla del déu-riu Cefís.
Casat amb Alcipe, els seus fills van expulsar del tron d'Atenes el rei Pandíon, que era nebot de Mecíon, i van regnar en aquella ciutat. En aquesta tradició, Mecíon és pare d'Eupàlam, i per tant, avi de Dèdal.
En una altra tradició, Mecíon no era pare, sinó fill d'Eupàlam, ni tampoc fill d'Erecteu, sinó el seu net. Casat amb Ifínoe, va tenir Dèdal de fill. De vegades també se'l fa pare de Museu.
Segons la tradició de la ciutat de Sició, Melcíon té un paper en la segona fundació d'aquesta ciutat, ja que va ser pare de l'heroi Sició, que va ser cridat per Lamedont a succeir-lo en el tron.